# Ammonimento contro gli scandali
L'ammonimento contro gli scandali è un discorso pronunciato da Gesù e riportato dai vangeli sinottici. 

## Il discorso
Nel vangelo secondo Matteo si legge: «Chi invece scandalizza anche uno solo di questi piccoli che credono in me [sottointeso: i fanciulli], sarebbe meglio per lui che gli fosse appesa al collo una macina girata da asino, e fosse gettato negli abissi del mare. Guai al mondo per gli scandali! È inevitabile che avvengano scandali, ma guai all'uomo per colpa del quale avviene lo scandalo! Se la tua mano o il tuo piede ti è occasione di scandalo, taglialo e gettalo via da te; è meglio per te entrare nella vita monco o zoppo, che avere due mani o due piedi ed essere gettato nel fuoco eterno. E se il tuo occhio ti è occasione di scandalo, cavalo e gettalo via da te; è meglio per te entrare nella vita con un occhio solo, che avere due occhi ed essere gettato nella Geenna del fuoco. Guardatevi dal disprezzare uno solo di questi piccoli, perché vi dico che i loro angeli nel cielo vedono sempre la faccia del Padre mio che è nei cieli».
Il vangelo secondo Marco riporta: «Chi scandalizza uno di questi piccoli che credono, è meglio per lui che gli si metta una macina da asino al collo e venga gettato nel mare. Se la tua mano ti scandalizza, tagliala: è meglio per te entrare nella vita monco, che con due mani andare nella Geenna, nel fuoco inestinguibile. Se il tuo piede ti scandalizza, taglialo: è meglio per te entrare nella vita zoppo, che esser gettato con due piedi nella Geenna. Se il tuo occhio ti scandalizza, cavalo: è meglio per te entrare nel regno di Dio con un occhio solo, che essere gettato con due occhi nella Geenna, dove il loro verme non muore e il fuoco non si estingue. Perché ciascuno sarà salato con il fuoco».
Il vangelo secondo Luca è più sintetico: «Gesù disse ai suoi discepoli: "È impossibile che non avvengano scandali, ma guai a colui per colpa del quale avvengono! Sarebbe meglio per lui che una macina da mulino gli fosse messa al collo e fosse gettato nel mare, piuttosto che scandalizzare uno solo di questi piccoli"».